# Герероя
Герроа, или Герероя (лат. Hereroa) — род суккулентных растений семейства Аизовые (Aizoaceae), произрастающий на территории ЮАР и Намибии.

## Название
Родовое латинское название Hereroa, вероятно, происходит от названия коренного народа Намибии — Гереро. 
Из-за отсутствия официального русскоязычного названия рода в авторитетных источниках, вероятное произношение на русском языке может быть сформировано на основе этимологии и транслитерации как «Герероя».

## Ботаническое описание

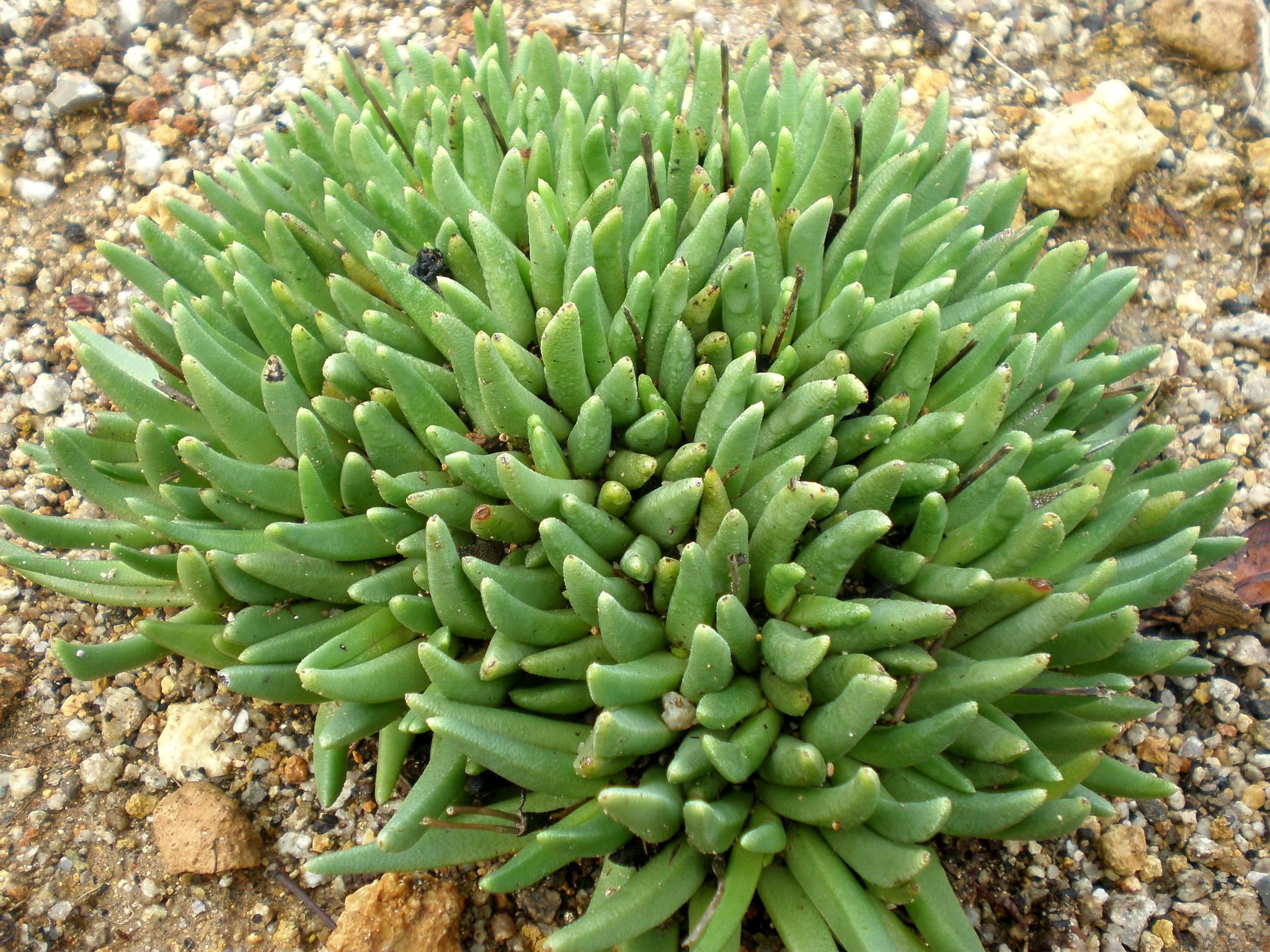
Hereroa incurva

Карликовые многолетники, достигающие высоты около 20 см. Листья расположены противоположно, сросшиеся у основания, имеют форму пальцев или кончаются тупым кончиком. Иногда они сжаты по бокам в верхней части. Они имеют разнообразный цвет, от ярко-зеленого до темно-зеленого, часто с сероватым или пурпурно-зеленым оттенком. Поверхность листа гладкая и покрыта темными точками.
Цветки могут быть одиночными или собраными в дихотомические кисти. Они имеют цветоножки и прицветники, и их диаметр составляет около 40 мм. Цветки открываются как днем, так и вечером, а также имеют приятный аромат. Чашелистиков 5, неодинаковых форм, заостренных. Лепестки располагаются в 2-4 рядах и окрашены в желтый цвет с красноватой внешней частью, иногда они бывают белыми. Тычинки часто имеют папиллярную структуру у основания. Завязь часто слегка вогнутая в верхней части; плаценты расположены у стенки завязи; рылец 5, нитевидные, длиннее тычинок.
Плоды небольшие. Семена мелкие, грушевидные, светло-коричневого цвета.
Число хромосом — 9.

## Таксономия
Hereroa (Schwantes) Dinter & Schwantes, первое упоминание в Z. Sukkulentenk. 3: 23 (1927).

### Виды
Подтвержденные виды по данным сайта Plants of the World Online на 2023 год:
- Hereroa acuminata L.Bolus
- Hereroa aspera L.Bolus
- Hereroa brevifolia L.Bolus
- Hereroa calycina L.Bolus
- Hereroa carinans (Haw.) Dinter & Schwantes ex H.Jacobsen
- Hereroa concava L.Bolus
- Hereroa crassa L.Bolus
- Hereroa fimbriata L.Bolus
- Hereroa glenensis (N.E.Br.) L.Bolus
- Hereroa gracilis L.Bolus
- Hereroa granulata (N.E.Br.) Dinter & Schwantes
- Hereroa herrei Schwantes
- Hereroa hesperantha (Dinter & A.Berger) Dinter & Schwantes
- Hereroa incurva L.Bolus
- Hereroa joubertii L.Bolus
- Hereroa latipetala L.Bolus
- Hereroa muirii L.Bolus
- Hereroa nelii Schwantes
- Hereroa odorata L.Bolus
- Hereroa pallens L.Bolus
- Hereroa puttkameriana (Dinter & A.Berger) Dinter & Schwantes
- Hereroa rehneltiana (A.Berger) Dinter & Schwantes
- Hereroa stanfordiae L.Bolus
- Hereroa stenophylla L.Bolus
- Hereroa tenuifolia L.Bolus
- Hereroa teretifolia L.Bolus
- Hereroa willowmorensis L.Bolus
- Hereroa wilmaniae L.Bolus

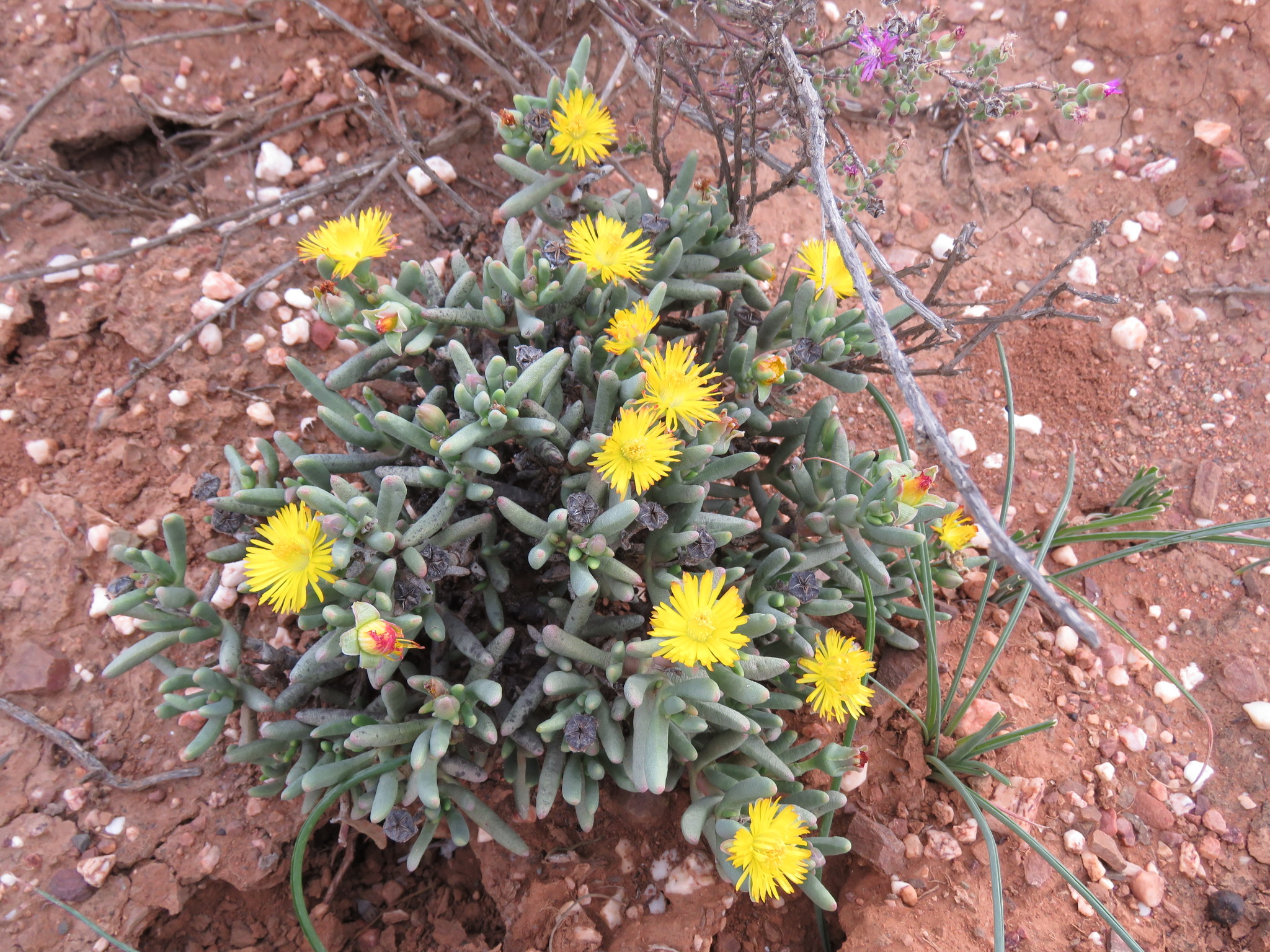
Hereroa aspera
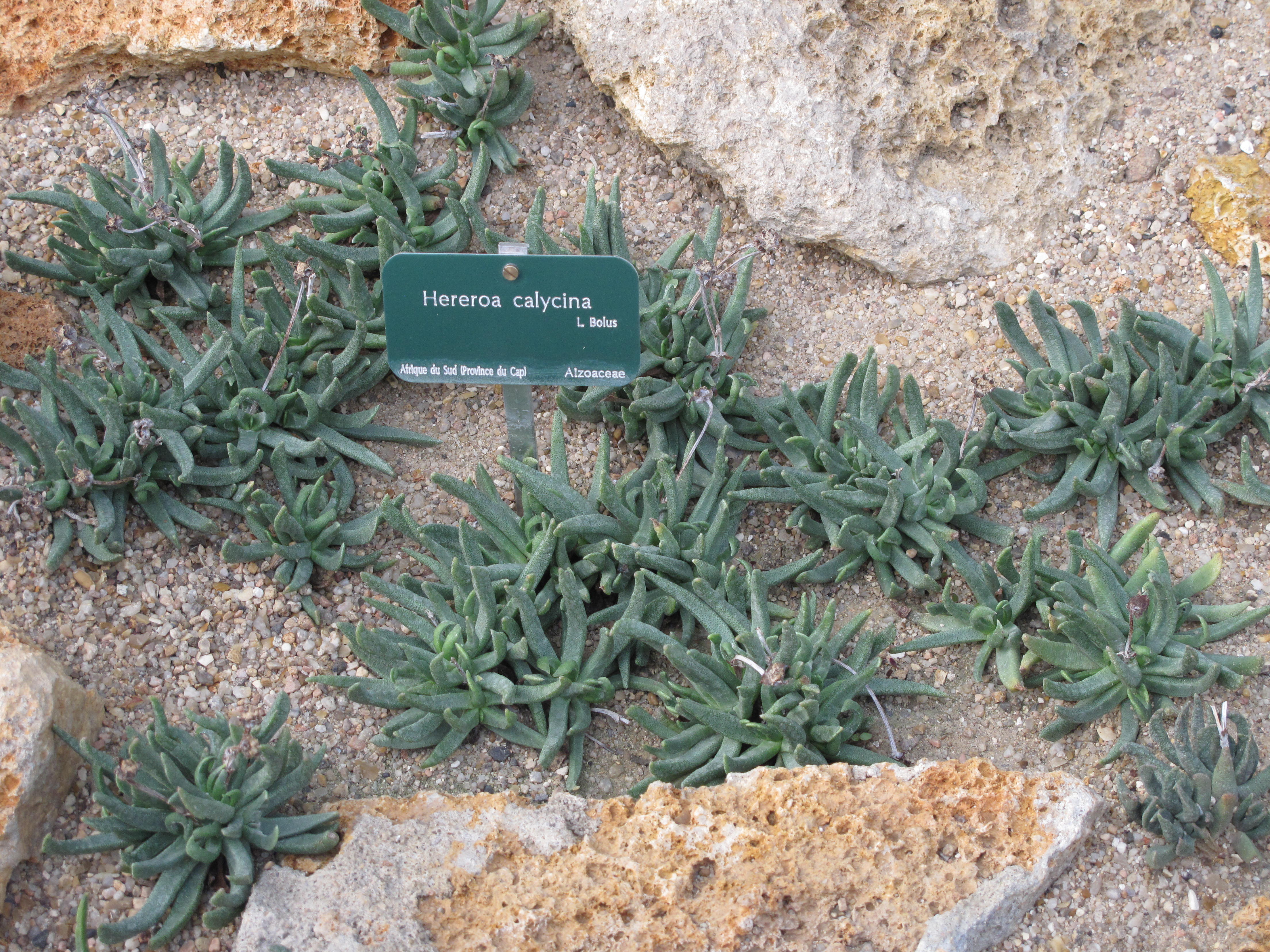
Hereroa calycina
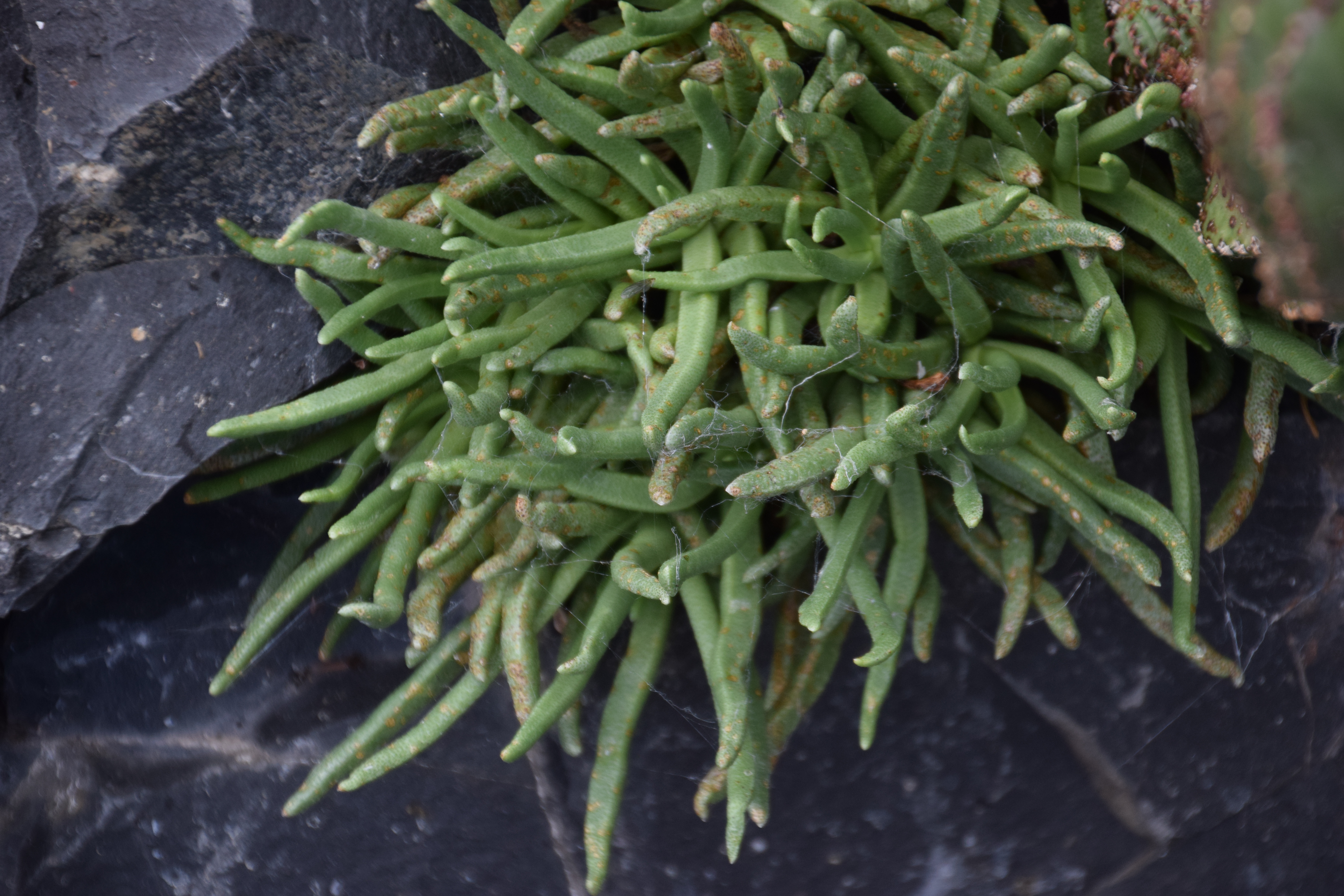
Hereroa muirii
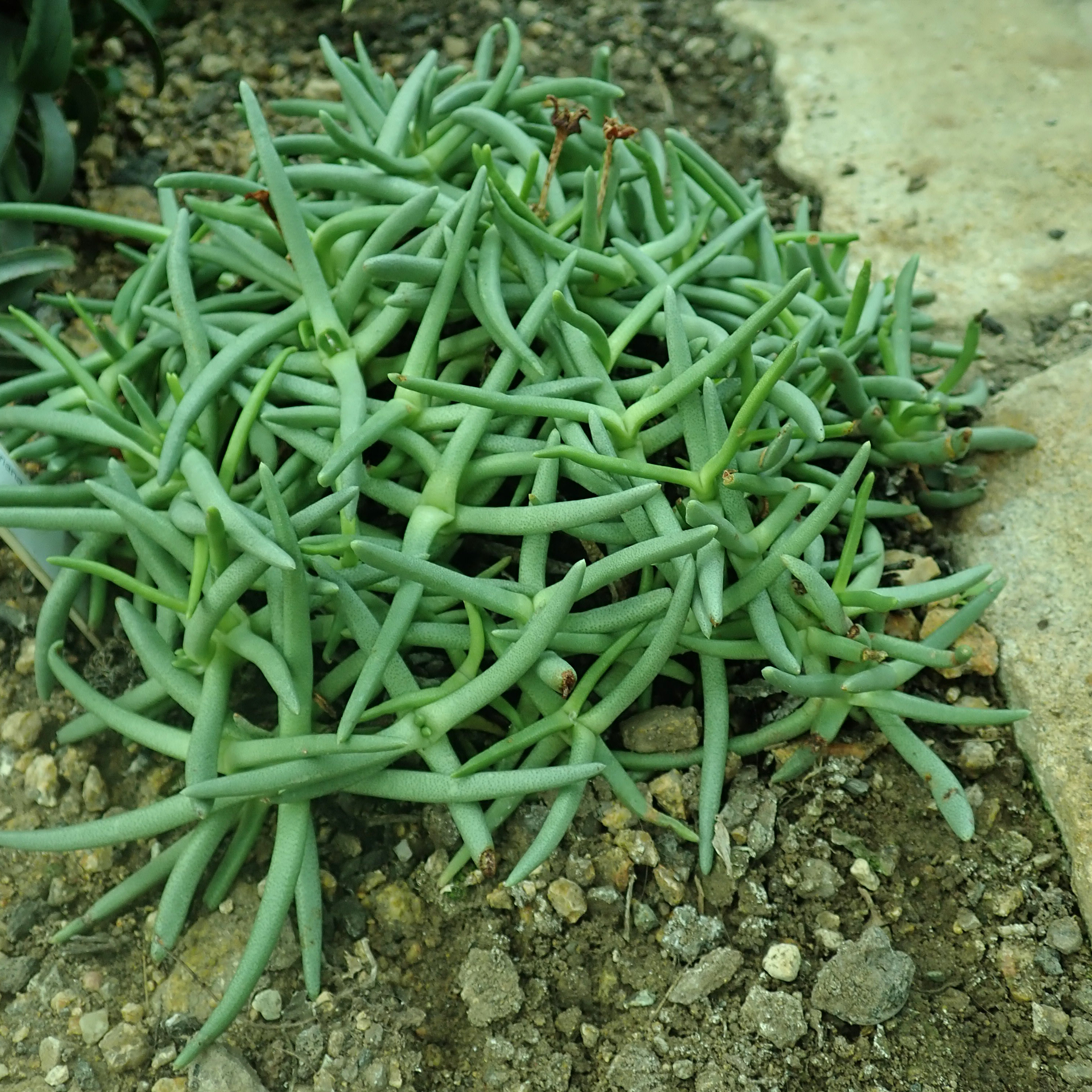
Hereroa puttkameriana